# Hamburg European Open 2019
Hamburg European Open 2019 var den 113:e upplagan av Hamburg European Open, en tennisturnering i Hamburg, Tyskland. Turneringen var en del av 500 Series på ATP-touren 2019 och spelades utomhus på grus mellan den 22–28 juli 2019.

## Mästare

### Singel
- Nikoloz Basilashvili besegrade  Andrej Rubljov, 7–5, 4–6, 6–3

### Dubbel
- Oliver Marach /  Jürgen Melzer besegrade  Robin Haase /  Wesley Koolhof, 6–2, 7–6 (7–3)